# Derek J. de Solla Price
Derek John de Solla Price (22 de gener de 1922 – 3 de setembre de 1983) (de vegades referenciat com 'de Solla') va ser un físic, historiador de la ciència i científic de la informació, reconegut com el pare de la cienciometria.

## Biografia
Va néixer a Leyton, Anglaterra, fill de Phillip Price, sastre, i Fanny de Solla, cantant. Començà a treballar el 1938 com a ajudant en un laboratori físic del South West Essex Technical College. Després estudià Física i Matemàtiques a la Universty of London, on va rebre el Bachelor of Science el 1942. Va obtenir el doctorat en física experimental a la University of London el 1946.
Price treballà com a professor de matemàtiques aplicades al Raffles College, el qual esdevindria part de la University of Singapore el 1948. Fou allí on formulà la seva teoria del creixement exponencial de la ciència, una idea que se li ocorregué quan es va fixar en la característica corba logarítmica dels Philosophical Transactions of the Royal Society entre 1665 i 1850 que estaven apilats contra la paret a casa seva mentre el Raffles College construïa la seva biblioteca.
Tres anys després Price retornà a Anglaterra per dur a terme un segon doctorat, ara en història de la ciència a la University de Cambridge. Durant els seus estudis de doctorat descobrí accidentalement l'Equatorie of the Planetis, un manuscrit en anglès medieval que atribuí a Geoffrey Chaucer.
Pels volts de 1950, Price adoptà el nom sefardí de la seva mare: "de Solla".
Després del segon doctotat es traslladà als Estats Units d'Amèrica on treballà com a professor-consultor a la Smithsonian Institution, i com a professor-fellow a l'Institute for Advanced Study a Princeton. El seu següent pas va ser la Yale University, on hi va treballar fins a la seva mort, fent d'Avalon Professor of the History of Science, presidint un nou departament que reunia les històries de la ciència, la tecnologia i la medicina.
El 1984 Price va rebre, pòstumament, el Premi de Recerca ASIS per les seves excepcionals contribucions en el camps de la ciència de la informació. El 1948 Price va ocupar un lloc de 3 anys com a professor de matemàtiques aplicades al Raffles College de Singapur, que havia de formar part de la Universitat Nacional de Singapur. Allà va conèixer a C. Northcote Parkinson, l'historiador naval, que va estimular un amor per la història a Price que canviaria la direcció de la seva carrera. Mentre estava a Singapur, va formular la seva teoria sobre el creixement exponencial de la ciència. Estava encarregant-se de l'execució completa de les Transaccions filosòfiques de la Royal Society a la universitat, mentre que el Raffles College tenia la seva biblioteca construïda. Va començar a llegir-los i, a mesura que col·locava els volums en ordre cronològic, va notar que la seva alçada anual augmentava exponencialment amb el temps. Això va portar a una presentació al Sisè Congrés Internacional d'Història de la Ciència a Amsterdam, l'any 1950.
En tornar a Anglaterra, Price va decidir fer una carrera en la història de la ciència i es va matricular per a un segon doctorat. a la Universitat de Cambridge, amb el suport d'una beca de l'ICI. Inicialment tenia la intenció de treballar en una enquesta d'instruments científics, però durant els seus estudis va descobrir The Equatorie of the Planetis, un manuscrit de Peterhouse a la Biblioteca de la Universitat de Cambridge. El manuscrit, escrit en anglès mitjà, descriu un Equatori, un instrument de càlcul astronòmic, i es va convertir en la base de la tesi del seu doctorat, que va obtenir el 1954, i també d'un llibre, publicat l'any següent. Creia que l'obra era de Geoffrey Chaucer, que havia escrit A Treatise on the Astrolabi, però ara s'atribueix a un monjo de St Albans anomenat John Westwyk.
Price va rebre un premi de la Fundació Nuffield per a la recerca en història de la ciència, que li va permetre treballar en instruments científics durant el període 1955-1956. Primer va preparar un catàleg de la col·lecció d'instruments del Museu Britànic, i després un catàleg de tots els antics astrolabis que va poder localitzar.
Mentre treballava en el seu doctorat. a Cambridge, Price va conèixer Joseph Needham, l'historiador de la ciència xinesa. Com a resultat del seu treball sobre el preu de l'Equatori va ser convidat a participar en un projecte sobre rellotges astronòmics xinesos medievals. Això va donar lloc al llibre Heavenly Clockwork de Needham, Wang Ling i Price, que es va publicar el 1960.
Un altre interès en la tecnologia antiga es refereix al mecanisme d'Antikythera. Aquesta màquina havia estat recuperada d'un naufragi a l'illa d'Antikythera l'any 1900, i la seva funció s'havia desconegut. Price va començar a treballar-hi a la dècada de 1950 i va continuar activant i apagant durant vint anys utilitzant diverses tècniques, inclosa la radiografia gamma. Va publicar dos articles sobre el mecanisme, el 1959 i el 1974, que mostraven que es tractava d'un ordinador planetari, que datava d'aproximadament l'any 80 aC. També, amb Joseph Noble, va estudiar la maquinària de la Torre dels Vents a Atenes, i va demostrar que era un rellotge impulsat per l'aigua, mostrant temps i estacions.
Al voltant de 1950, Price va adoptar el nom sefardita de la seva mare, "de Solla", com a segon nom. Era un "ateu britànic... d'una família jueva sefardita força coneguda", i encara que la seva dona danesa, Ellen, havia estat batejada com a luterana, no considerava, segons el seu fill Mark, el seu matrimoni com ". mixtes", perquè tots dos eren ateus.
Després d'obtenir el seu segon doctorat, Price va trobar difícil l'avenç a Anglaterra. Un col·lega va al·legar que Price, que provenia d'un entorn de classe baixa, "no estava format socialment a casa", i va sospitar que el van rebutjar per a llocs universitaris per motius personals: 1, 10  Price va decidir mudar-se. als Estats Units. El 1957 es va convertir en consultor de la Smithsonian Institution, i després becari de l'Institut d'Estudis Avançats de Princeton, Nova Jersey. A Princeton va estudiar astronomia antiga amb Otto Neugebauer. El 1959 es va incorporar al Departament d'Història de la Universitat Yale inicialment com a visitant d'un any. Es quedaria a Yale la resta de la seva vida.
Price va donar una sèrie de conferències a Yale el 1959, que van constituir la base d'un llibre, Science since Babylon (1961). El 1960, es va formar un Departament d'Història de la Ciència i la Medicina a Yale, en gran part gràcies als esforços de John Fulton, que havia estat professor d'Història de la Medicina des de 1951. Price es va convertir en professor d'Història de la Ciència, i a la mort de Fulton el 1960 es va convertir en president del departament. El 1962 es va convertir en el professor Avalon d'Història de la Ciència.
L'estudi quantitatiu de la ciència, la Cienciometria, i la seva aplicació a la política científica, es va convertir en el focus principal del treball de Price a partir de la dècada de 1960. El 1963 es va publicar el seu llibre més conegut Little Science, Big Science. A principis d'aquell any, va conèixer Eugene Garfield, fundador del Science Citation Index (SCI), i va formar una col·laboració duradora. SCI proporcionaria la majoria de les dades del seu treball quantitatiu, permetent estudis no només de la quantitat de publicacions científiques, sinó, per exemple, de l'impacte d'aquestes publicacions i de la durada d'aquest impacte. El 1965, Price va donar la primera conferència de la Science of Science Foundation, titulada The Scientific Foundations of Science Policy, impartida a la Royal Institution de Londres. Va argumentar que, a mesura que la ciència creixia de manera exponencial, presentava nous reptes als responsables polítics, i que podrien ser ajudats pel tipus de treball de cienciometria que estava duent a terme i promovent. És evident que el creixement exponencial no pot continuar indefinidament, i la desacceleració de les taxes de creixement correspondrà a problemes urgents sobre l'assignació de recursos. També ha destacat la importància crítica de la comunicació, fent referència al "col·legi invisible", una xarxa de comunicació científica que existeix fora dels canals formals. La conferència va ser revisada extensament a la revista Nature.
Price va morir d'un atac de cor a casa del seu amic més gran, Anthony Michaelis, a Londres, durant una visita per assistir al casament de la seva neboda. Li van sobreviure la seva dona, Ellen, i els seus tres fills, Linda, Jeffrey i Mark.
L'any 1984, Price va rebre, a títol pòstum, el Premi de Recerca ASIS per contribucions destacades en el camp de la ciència de la informació.
Des de 1984, la Medalla Memorial Derek de Solla Price és atorgada per la Societat Internacional de Cienciometria i Informetricia a científics amb contribucions destacades als camps dels estudis quantitatius de la ciència.

## Contribucions científiques
Entre les seves contribucions científiques destaquen les següents: 
- Estudis del creixement exponencial de la literatura científica i sobre la vida mitjana de la literatura científica; juntament amb la formulació de la llei de Price, la qual proclama que el 25% dels autors científic és responsable del 75% dels articles publicats (Price 1963).
- Estudis quantitatius de la xarxa de citacions entre els articles científics (Price 1965), incloent el descobriment dels graus d'entrada i sortida en les xarxes de cites, mostrant que posseïen una estructura de xarxa lliure d'escala.
- El model de Price, una teoria matemàtica sobre el creixement de les xarxes de citacions, basat en el que posteriorment es va denominar connexió preferencial (preferential attachment) (Price 1976). Els elements de la teoria de Price es basen en els treballs de Herbert Simon, però fou Price el que primer ho va aplicar a la teoria de xarxes.
- L'anàlisi del mecanisme de Antikythera, una mena d'instrument astronòmic i ordinador analògic[3] (Price 1959, 1974).

Un any després de la seva mort, en 1985, la International Society for Scientometrics and Infometrics (ISSI) juntament amb la revista Scientometrics, van decidir crear un premi que porta el seu nom a aquells investigadors que hagin fet una contribució extraordinària en el camp de la Bibliometria i altres estudis mètrics de la informació: la Medalla Derek de Solla Price.

## Publicacions notables
- Derek J. de Solla Price (1959). An ancient Greek computer. Scientific American, 200 (6):60-67.
- Derek J. de Solla Price (1961). Science since Babylon. New Haven: Yale University Press. Veure ressenya[4]
- Derek J. de Solla Price (1963). Little Science, Big Science. Nova York: Columbia University Press.
- Derek J. de Solla Price (1965). Networks of Scientific Papers. Arxivat 2021-03-01 a Wayback Machine. Science, 149(3683): 510-515, (July 30).
- Derek J. de Solla Price (1970). Citation Measures of Hard Science, Soft Science, Technology, and Nonscience, in Nelson-CE., and Pollock-DK edited Communication among Scientists and Engineers, Lexington, DT.: D. de C. Heath and Company, pàg. 3-22.
- Derek J. de Solla Price (1974). Gears from the Greeks: the Antikythera mechanism, a calendar computer from ca. 80 B.C. Transactions of the American Philosophical Society (New Sèries) 64 (7):1-70. Also published as a book with the same title by Science History Publications, New York (1975).
- Derek J. de Solla Price (1976). A general theory of bibliometric and other cumulative advantage processes. Journal of the American Society for Information Science, 27:292-306. (1976 JASIS paper award).